# Sint Eustatius National Marine Park
Der Sint Eustatius National Marine Park ist ein Meeresschutzgebiet um die Insel Sint Eustatius, eine der zu den Niederlanden gehörenden Besonderen Gemeinden in der Karibik.
Innerhalb des Nationalparks gibt es zwei besonders geschützte Meeresreservate.

## Verwaltung
Die Inselregierung hat der NGO St Eustatius National Parks Foundation (STENAPA) die Verwaltung übertragen. Diese verwaltet auch den Quill/Boven National Park und den Miriam C. Schmidt Botanical Garden.
Der Park hat eine Fläche von 27,5 km² und reicht von der Hochwassermarke bis in 30 m Wassertiefe, bis zu 3 km vor der Küste. Die beiden Reservatszonen haben eine Gesamtfläche von 4,9 km². In diesen Zonen ist Fischfang und Ankern verboten. Zahlreiche Tauchspots sind mittels Bojen, an denen Boote festgemacht werden können, markiert.

## Korallenriffe
Die Korallenriffe im Park entwickelten sich auf den Resten der Vulkane im Norden und Süden der Insel und auf Schiffswracks. Im Umfeld der Riffe leben u. a. Kaiserfische, Falterfische, Flughähne, Muränen, Tüpfel-Ritterfische, Anglerfische, Seepferdchen, Kraken, Hummer, Rochen, Haie und Meeresschildkröten.

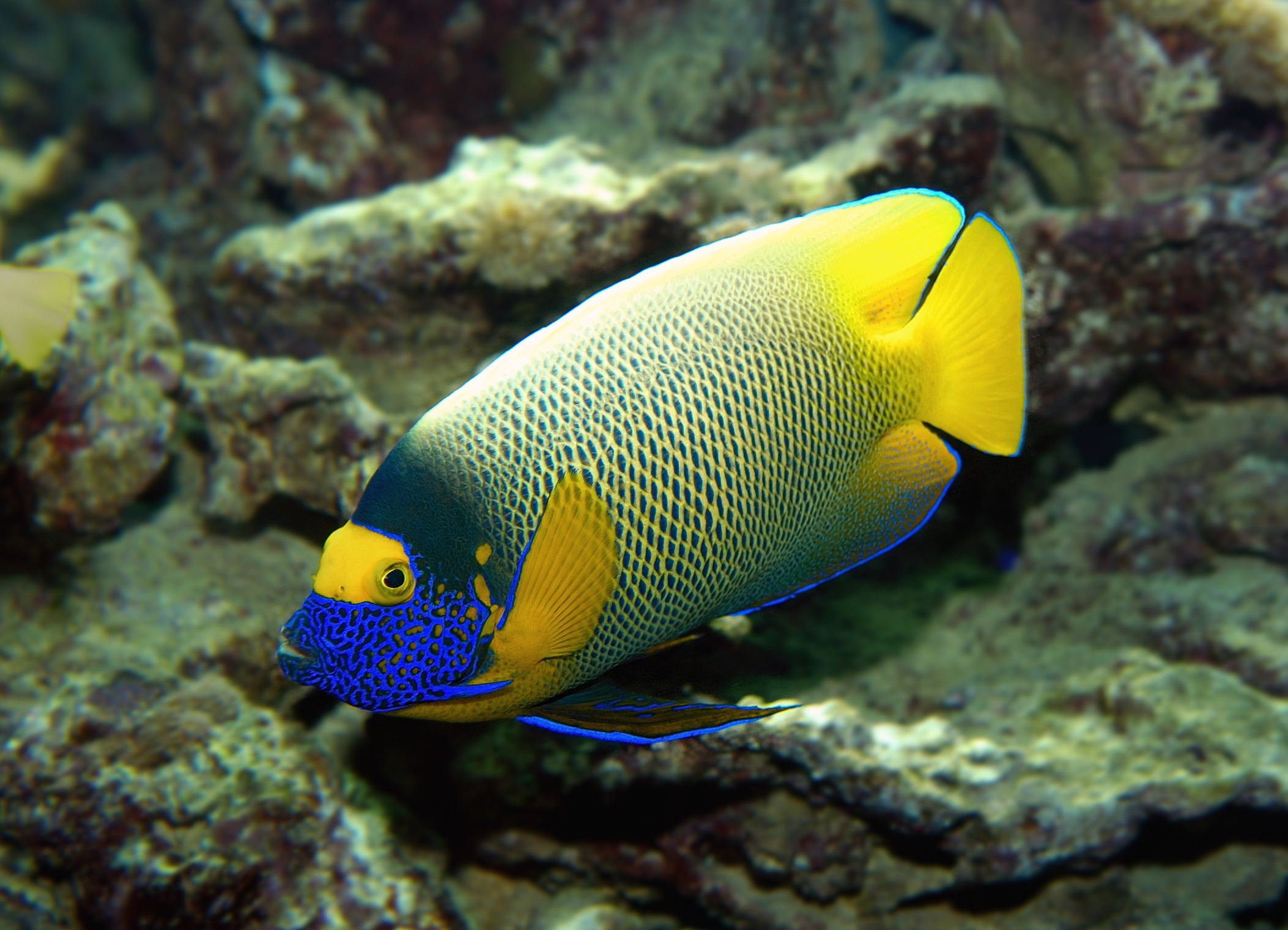
Blaukopf-Kaiserfisch
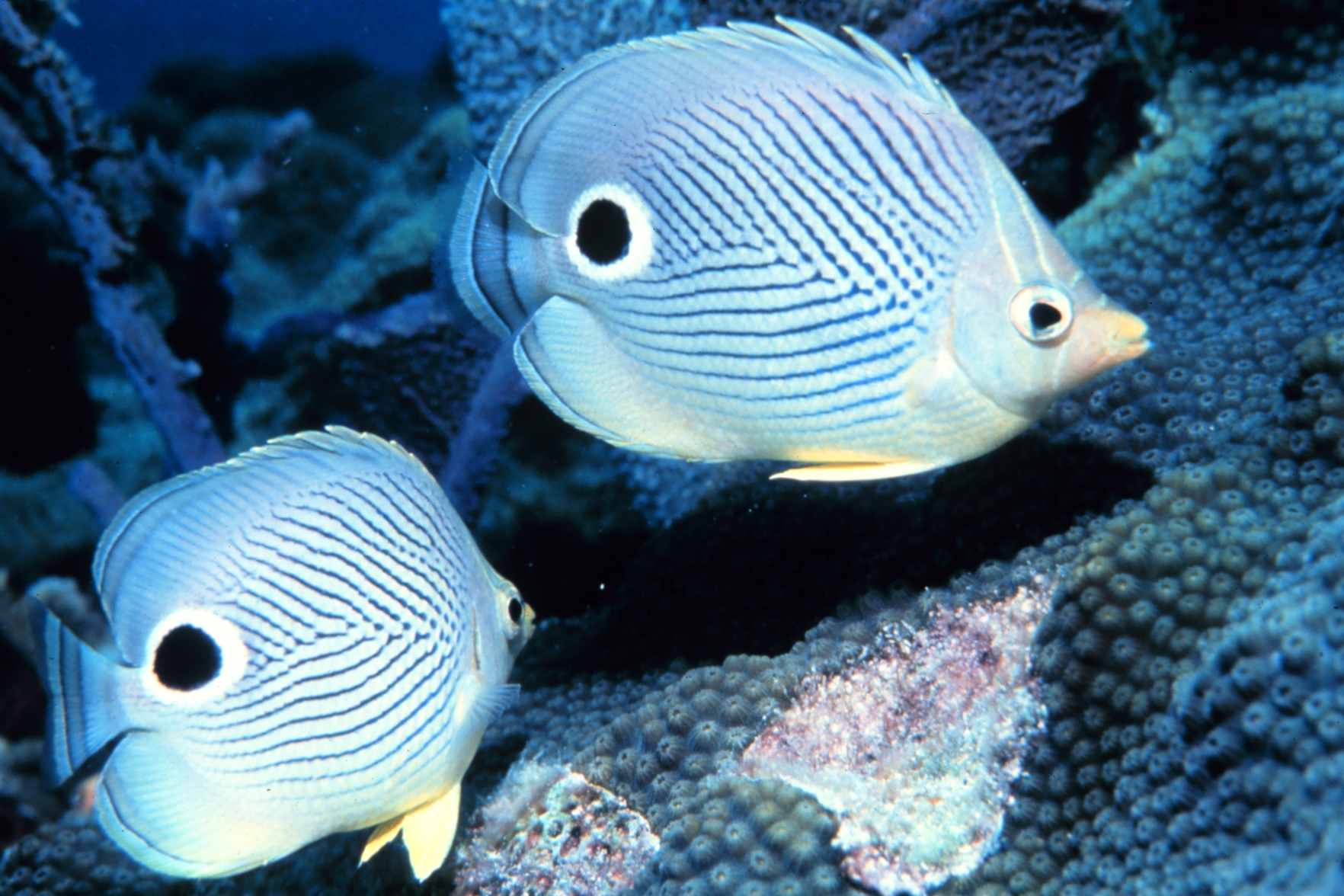
Vieraugen-Falterfisch
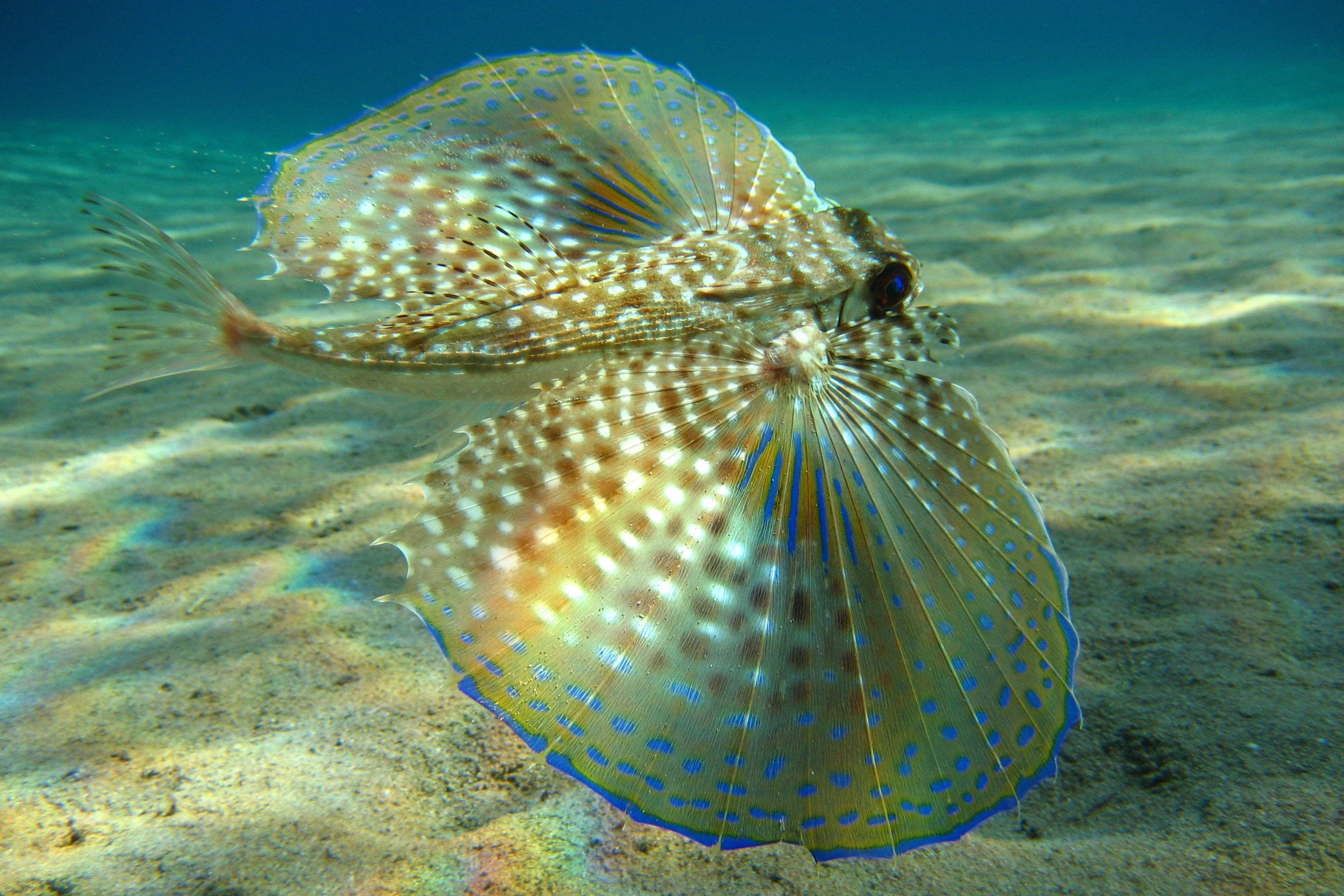
Flughahn
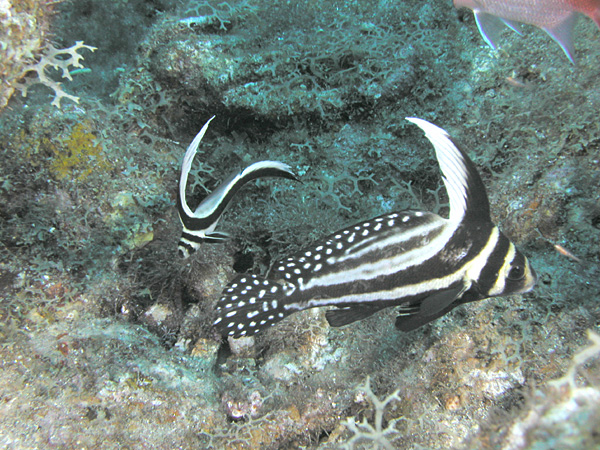
Tüpfel-Ritterfisch
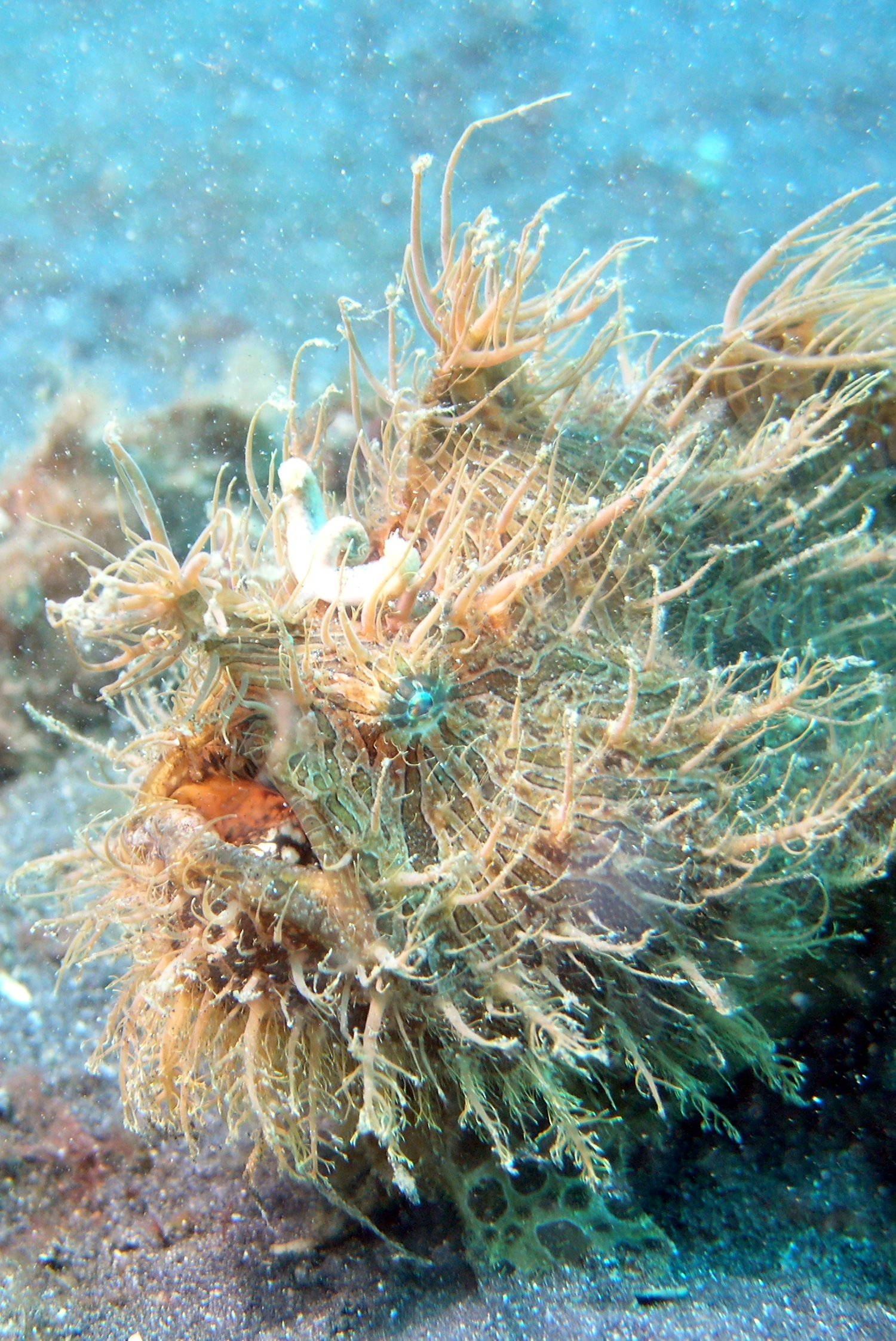
Anglerfisch

Von Januar bis April ziehen Delfine und Buckelwale durch den Park.

## Sea Turtle Conservation Program
Auf Sint Eustatius nisten an fünf Stränden Lederschildkröten, Grüne Meeresschildkröten (Suppenschildkröten) und Echte Karettschildkröten. Letztere sind vom Aussterben bedroht. 2001 begann die STENAPA mit einem Überwachungsprogramm für die Schildkrötennester, welches im Laufe der Zeit immer weiter ausgebaut wurde. Das Programm ist Teil des Wider Caribbean Sea Turtle Conservation Network (WIDECAST) und soll die Nester vor Störungen durch Menschen und Zerstörung durch Sandabbau, Umweltverschmutzung u. ä. schützen. Hierzu werden die Habitate durch technische Einrichtungen geschützt und regelmäßige Untersuchungen erstellt, die mit aktuellen Daten zur politischen Entscheidungsfindung beitragen. Weitere Aktivitäten im Rahmen des Programms sind u. a. Aktionen zur Säuberung der Strände, Kampagnen gegen Plastikmüll, Aufklärung der Bevölkerung und Ausbrüten der Eier in speziellen Inkubatoren.

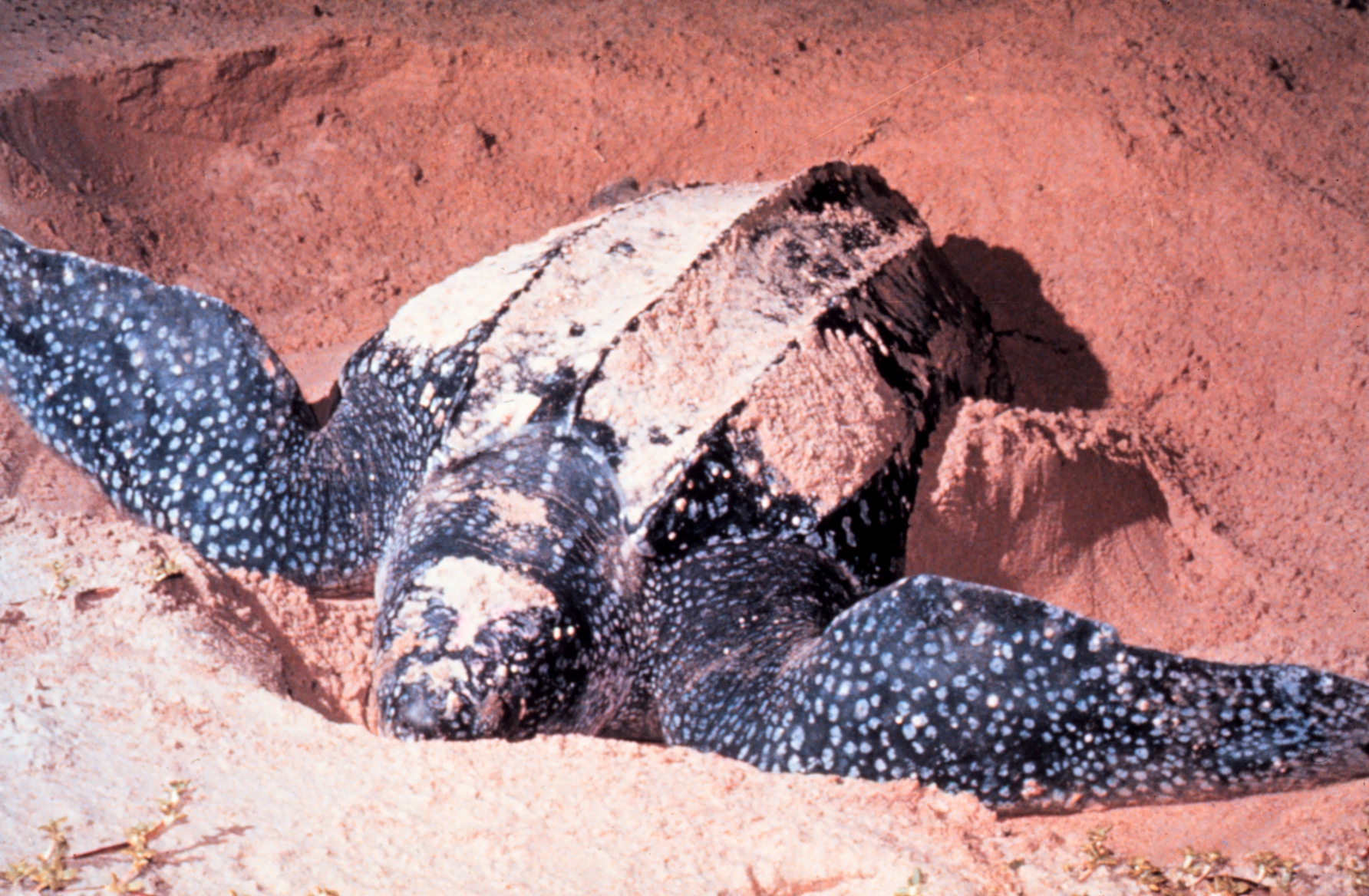
Lederschildkröte
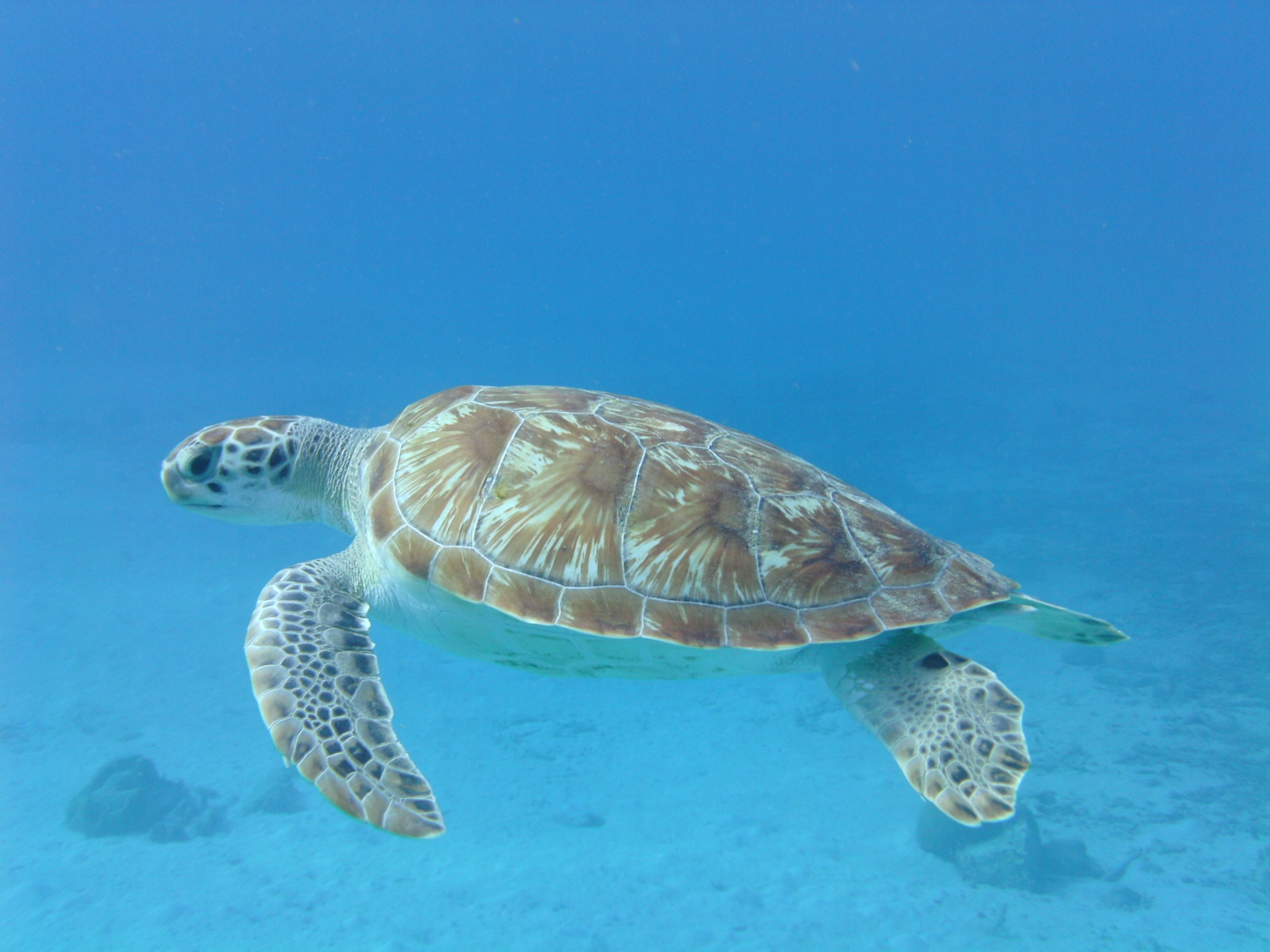
Grüne Meeresschildkröte
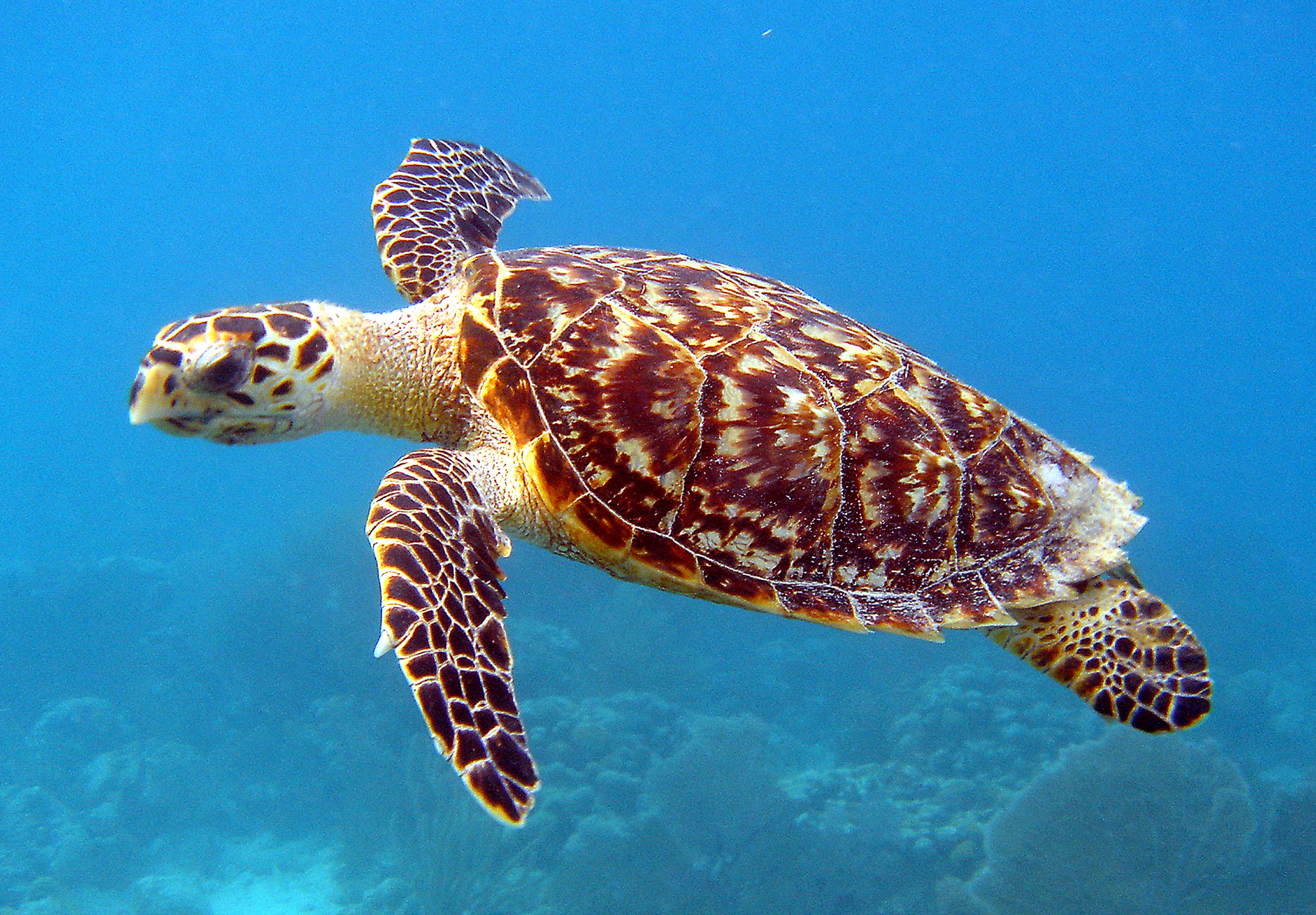
Echte Karettschildkröte
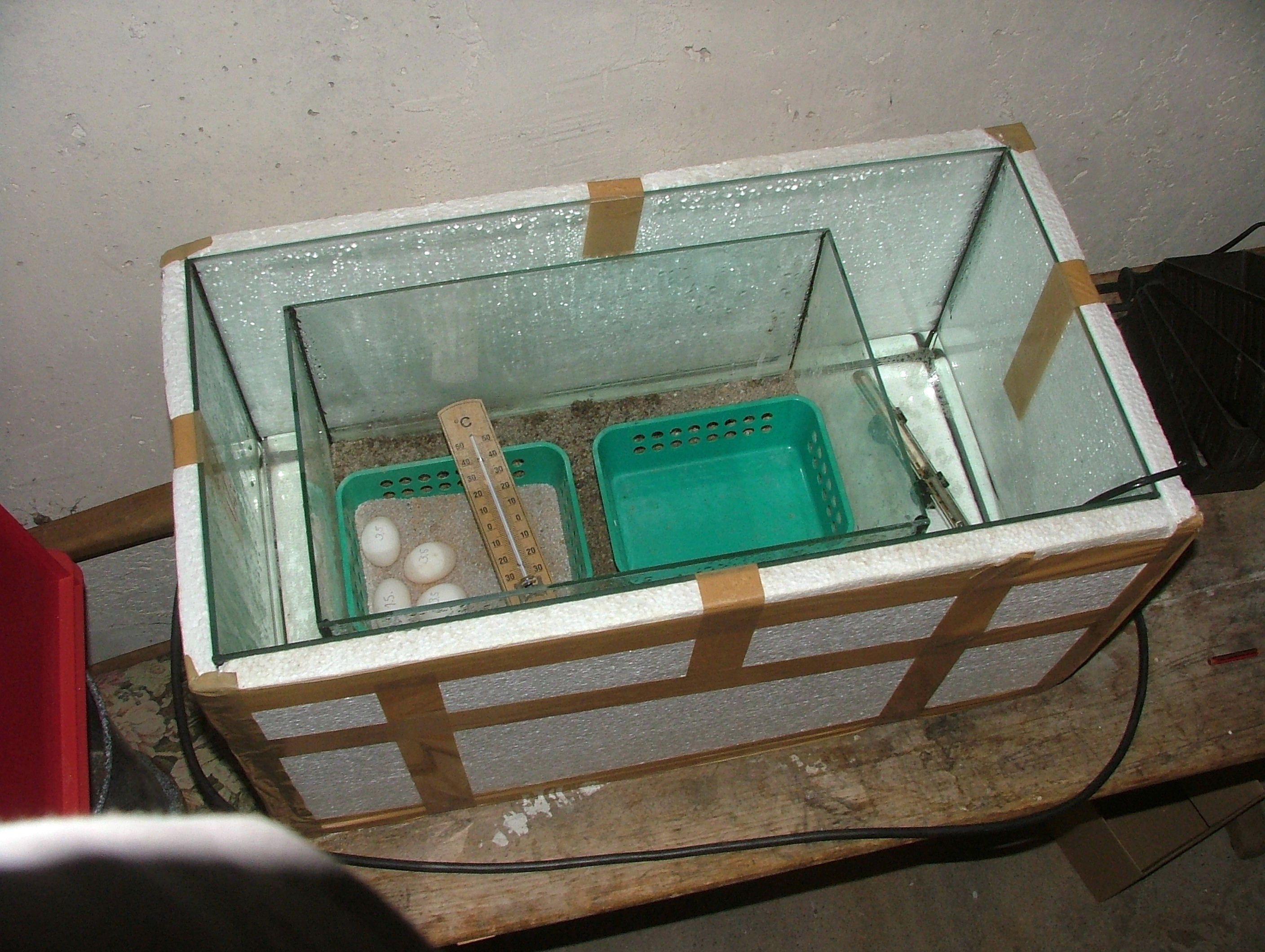
Inkubator für Schildkröteneier